# Afrogamma gibbosum
Afrogamma gibbosum (лат.) — вид одиночных ос (Eumeninae), единственный в составе рода Afrogamma.

## Описание
От близких родов ос отличается следующими признаками: стернум II со срединным выступом; аксиллярная ямка узкая; самки с цефалической ямкой; тергит I плоский или слабовыпуклый, в дорсальном виде по крайней мере вдвое длиннее ширины. Тергит I не более чем в 0,5 раза шире тергита II в дорсальном виде. Средние голени с одной шпорой. Переднее крыло с первой и второй возвратными жилками, исходящими в субмаргинальной ячейке II.

## Распространение
Встречается в Афротропике (Танзания).